# Franklin Graham
William Franklin Graham III (Asheville, Carolina del Norte; 14 de julio de 1952) es un evangelista y misionero estadounidense. Con frecuencia participa en giras de avivamiento cristiano y comentarios políticos. Es el presidente y director ejecutivo de la Billy Graham Evangelistic Association (BGEA) y de Samaritan's Purse, una organización internacional de ayuda cristiana. Graham se convirtió en un "cristiano comprometido" en 1974 y fue ordenado en 1982, y desde entonces se ha convertido en orador público y autor. Es hijo del también evangelista estadounidense Billy Graham.

## Primeros años
William Franklin Graham III nació en Asheville, Carolina del Norte, el 14 de julio de 1952, hijo del evangelista Billy Graham y Ruth Bell Graham. Es el cuarto de los cinco hijos. Como adolescente, Graham estudió en The Stony Brook School, una escuela cristiana privada en Long Island, Nueva York, y terminó el bachillerato en Carolina del Norte.
En 1971 comenzó sus estudios universitarios en LeTourneau College en Longview (Texas), pero fue expulsado de la universidad por saltarse el reglamento en cuanto a los horarios. En 1973, Graham se unió a  Bob Pierce, fundador de Samaritan's Purse, en una misión de seis semanas a Asia. Fue durante este viaje que Graham decidió centrarse en el alivio mundial.
En 1974, se graduó de la universidad Montreat-Andreson, denominada ahora Montreat College con una diplomatura A.S.. 
Ese mismo año en un viaje a Jerusalén y se arrepintió y experimentó un nuevo nacimiento.
En 1978 consiguió su licenciatura en la Universidad Estatal Appalachian.

## Trabajo con Samaritan's Purse

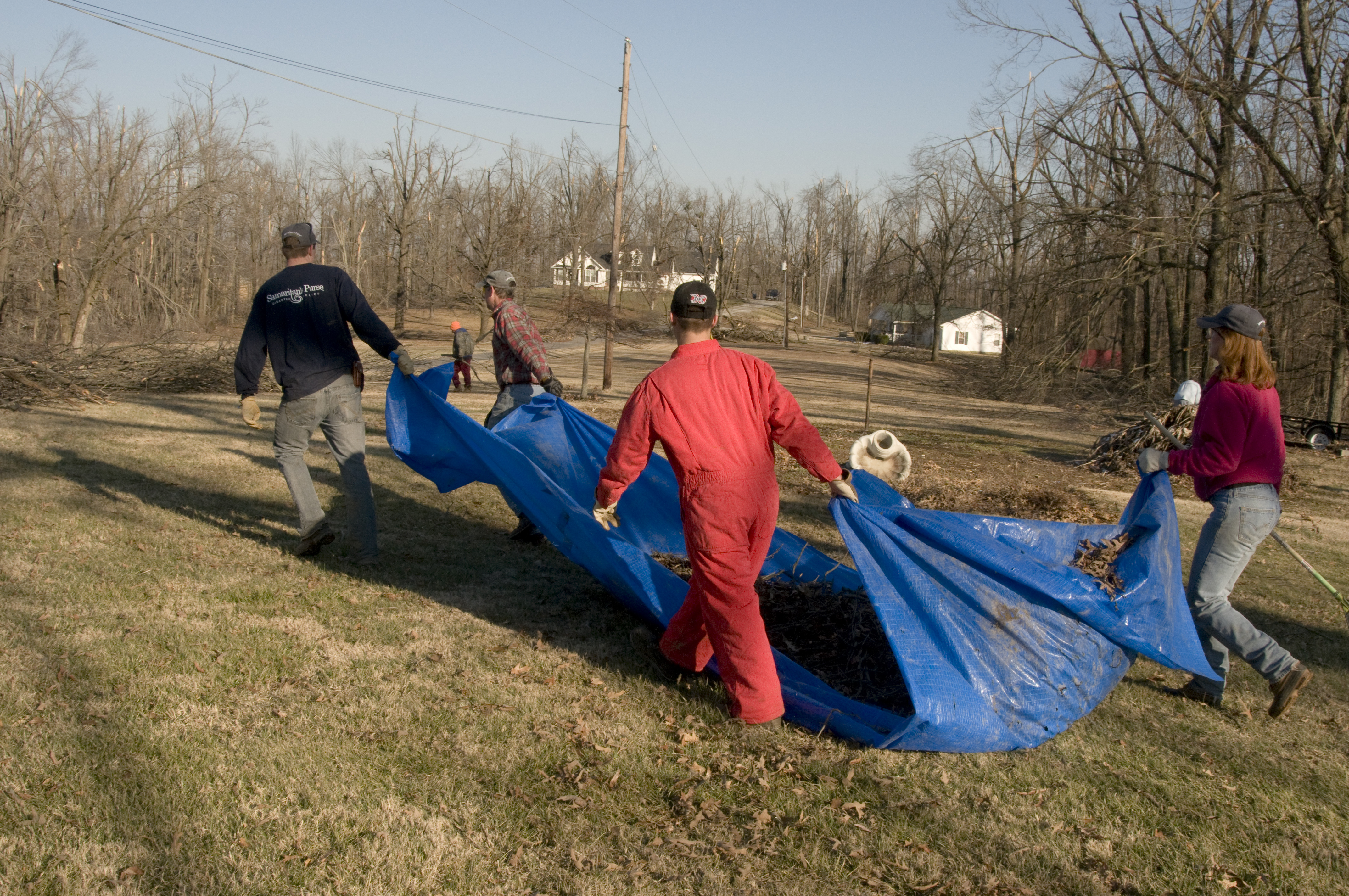
Gente de Samaritan's Purse dando ayuda humanitaria tras un tornado.

En 1979, después de la muerte de Pierce, fue elegido presidente de Samaritan's Purse.

## Trabajo con la Asociación Evangelística Billy Graham
En 1995, fue elegido vicepresidente de la Asociación Evangelística Billy Graham y en 2000 pasó a presidente.
Cada año Franklin dirige al menos cinco grandes campañas de evangelización alrededor del mundo como predicador y evangelista asociado de la BGEA en colaboración con las iglesias evangélicas locales. 
El 23 de enero de 1990 Graham fue el invitado de 100 Huntley Street. Entre los grandes eventos que ha organizado está el Festival de la Esperanza en Hong Kong, donde reunió a más de 250 000 personas. Celebrado del 29 de noviembre al 2 de diciembre de 2007, fue el evento que congregó a mayor número de personas después de la transferencia de la soberanía en 1997 a China. Graham habló en el funeral del Instituto Columbine High School, tras el asesinato de varios de sus alumnos. También realizó la oración de dedicación en la toma de posesión del presidente norteamericano George W. Bush en 2001.
El 1 y 2 de mayo de 2015 organizó junto al Consell Evangelic el Festival de la Esperanza que se celebró en el Palau Sant Jordi de Barcelona con la asistencia de 34.000 personas, contribuyendo así a la colaboración que por muchos años ha desarrollado en España a través de Decisión.

## Vida personal
Se casó con Jane Austin Cunningham de Smithfield (Carolina del Norte) en 1974. Tienen cuatro hijos: William Franklin Graham IV (Will), nacido en 1975, Roy Austin Graham (1977), Edward Bell Graham (1979) y Jane Austin Graham Lynch (Cissie) (1986). Lynch está casada en la actualidad con el jugador de la NFL, Corey Lynch, del equipo Tampa Bay Buccaneers. Graham y su esposa tienen cinco nietos.

## Controversias
El 19 de agosto de 2010, cuando el corresponsal de CNN John King le preguntó si tenía dudas de que el presidente Barack Obama fuera cristiano, Graham afirmó: "Creo que el problema del presidente es que nació musulmán, su padre era musulmán. Del Islam pasa a través del padre como la semilla del judaísmo se pasa a través de la madre. Él nació musulmán, su padre le dio un nombre islámico". Graham continúa diciendo: "Ahora es obvio que el presidente ha renunciado al profeta Mahoma, y ha renunciado al Islam, y ha aceptado a Jesucristo. Eso es lo que dice que ha hecho. No puedo decir que no lo haya hecho, solo tengo que creer que el presidente es lo que dijo". Newsmax , Graham afirmó que Obama había "permitido que la Hermandad Musulmana se convirtiera en parte del gobierno de los Estados Unidos e influyera en las decisiones de la administración", debido a esto tuvo críticas en donde se le acusó de racista e islamófobo.
En el año 2014 se manifestó abiertamente en contra del matrimonio igualitario, que contemplaba la posibilidad de las uniones matrimoniales entre parejas homosexuales, de la misma manera se manifestó a favor de las leyes en contra de la "propaganda homosexual" realizadas por el gobierno de Vladímir Putin.
En el año 2016, Franklin Graham habló de la victoria de Donald Trump como un hecho logrado por "la respuesta de Dios a favor de Trump", junto a otros líderes evangélicos blancos como Pat Robertson, Tony Perkins y Ralph Reed, respaldaron la idea de la intervención de Dios en el nuevo presidente de Estados Unidos, esto como conclusión de la movilización electoral que se llevó a cabo por los evangélicos blancos durante los comicios a favor de Trump.
En 2017 varios parlamentarios británicos, incluyendo un ministro del gobierno inglés, han sugerido que se le prohíba la entrada a Franklin Graham al Reino Unido debido a que se le considera una persona que propaga discursos de odio; a la petición se sumó la pastora Nina Parker, quien declaró que la visita de Graham programada para el año 2018 estaba causando un "enorme cantidad de protestas de los cristianos en el noroeste" (de Inglaterra). El diputado británico Gordon Marsden agregó a la controversia: "creo francamente que se está acumulando evidencia de que su visita al Reino Unido ... no sería algo bueno y probablemente no sea, en mi opinión, algo muy cristiano".

## Libros
- Graham, Franklin (2012). The Sower. Worthy Publishing. ISBN 9781617951114.[16]
- A Wing and a Prayer (2005)
- All for Jesus (2003), con Ross Rhoads
- Kids Praying for Kids (2003)
- The Name (2002)
- Living Beyond the Limits: A Life in Sync with God (1998)
- Rebel With A Cause: Finally Comfortable Being Graham (1995), autobiografía
- Miracle in a Shoe Box (1995)
- Bob Pierce: This One Thing I Do (1983)